# Etze
L'Etze est une rivière française du Massif central, affluent de la Maronne et sous-affluent de la Dordogne.

## Géographie
Cette rivière du Massif central prend sa source à plus de 600 mètres d’altitude sur la commune de Saint-Santin-Cantalès (Cantal).
Elle rejoint la Maronne dans la retenue du barrage d'Enchanet, à trois kilomètres au nord-est d'Arnac.

## Principaux affluents
- le Meyrou, 15 km, rive droite
- le Fraissy[1] (ou le Braulle), 21 km, rive droite, qui baigne Saint-Victor
- la Soulane, 19 km, rive droite
- la Bertrande[2], 41 km, rive droite